# Magdalena Płaneta
Magdalena Płaneta (ur. 19 marca 1979 w Pile) – twórczyni „Teatru Planeta M”, reżyserka, aktorka, dramatopisarka, pedagog.
Absolwentka PWSFTViT w Łodzi, którą ukończyła z wyróżnieniem w 2004 roku. Od tegoż samego roku aktorka Teatru Polskiego w Poznaniu. Współpracuje z różnymi ośrodkami teatralnymi w Polsce.

## Życiorys
Od 1997 współpracuje z Ośrodkiem i „Teatrem Stacja Szamocin”. Jest wiceprezesem „Stowarzyszenia Edukacyjno-Teatralnego Stacja Szamocin”. Od 2012 prezes Stowarzyszenia Teatru Planeta M.
W 2007 roku założyła grupę teatralną Teatr na Fundamentach, który stacjonował na opuszczonej stacji kolejowej Kórnik w Szczodrzykowie. W roku 2011 teatr zmienił nazwę na Teatr Planeta M.
W latach 2006–2009 pracowała z osobami niepełnosprawnymi metodą teatroterapii w projekcie Teatrakcje
W latach 2004–2014 pracowała w Teatrze Polskim w Poznaniu.
Od 2005 roku prowadzi zajęcia w Studium Aktorskim – Regionalnego Ośrodka Edukacji w Poznaniu, nauczając według własnego programu.
Od 2012 roku współpracuje z teatrem Rondo w Słupsku.
W 2010 roku otrzymała Medal Młodej Sztuki za piękne sceniczne dojrzewanie.

## Role teatralne
- Ćma. Marilyn Monore jakiej nie znacie; monodram autorski
- Tajemna ekstaza w reż. Mariusza Grzegorzka – Rhonda
- Geza dzieciak Janosa Háya w reż. Zbigniewa Brzozy (spektakl dyplomowy) – Mariki
- Opera mydlana György Spiró w reż. Jana Bratkowskiego (Teatr Nowy w Łodzi) – Córka

### Teatr Polski w Poznaniu
- Biesy Fiodora Dostojewskiego w reż. Marka Fiedora – Dasza Szatow
- Stary Franka Hernera Janosa Hay`a w reż. Iwony Kempy – Marika
- W oczach Zachodu według Josepha Conrada w reż. Mateusza Bednarkiewicza – Indianka
- Kobieta sprzed dwudziestu czterech lat Rolanda Schimmelpfenniga w reż. Marka Fiedora – Tina
- Twój, Twoja, Twoje Przemysława Nowakowskiego w reż. Moniki Pęcikiewicz – Kaja
- Gąska Nikołaja Kolady w reż. Kariny Piwowarskiej – Gąska / Nonna
- Zwyczajne szaleństwa Petra Zelenki w reż. Pawła Szkotaka – Anna
- Zwał Sławomira Shutego w reż. Emilii Sadowskiej – Gocha / Baba 2
- Amatorki Elfriede Jelinek w reż. Emilii Sadowskiej – Brigitte
- Ferdydurke Witolda Gombrowicza w reż. Artura Tyszkiewicza – Zuta / Kuzynka Zosia / Chłopka
- Gdy rozum śpi, budzą się demony Antonio Buero Vallejo w reż. Marka Fiedora – Gumersinda
- Szarańcza Biljany Srbljanović w reż. Pawła Szkotaka – Dada
- Kiedy świat był młody w reż. Pawła Kamzy – Hrabina
- Panny z Wilka Jarosława Iwaszkiewicza w reż. Krzysztofa Rekowskiego – Zosia
- Mistrz i Małgorzata Michaiła Bułhakowa w reż. Grigorija Lifanowa – Hella
- Trup Erica Coble'a w reż. Pawła Szkotaka – Nancy / Dziewczyna, która wie, jak się dobrze zabawić
- Ze snu w sen Bruno Schultz w reż. Luby Zarembińskiej – Dr Gotard
- Była Żydówka – nie ma Żydówki w reż. Ewy Ignaczak – Polka

### Projekty międzynarodowe
- 14,7; projekt międzynarodowy teatr Das Letzte Kleinod – Niemcy
- Medea – Wanda; projekt zagraniczny teatr Das Letzte Kleinod – Niemcy

## Role filmowe i telewizyjne
- Prawo Agaty – Małgorzata Kostrzewa (gościnnie)
- Misja Afganistan – Monika Staniszewska Staszek
- Galeria – Anna (gościnnie)
- Królowie śródmieścia – Bożena
- Oficerowie – „Lalunia” (gościnnie)
- Fala zbrodni – Sonia Berkov (gościnnie)
- Goście – obsada aktorska
- Oda do radości, nowela Warszawa – organizatorka
- Kryminalni – dziewczyna Buchacza (gościnnie)
- Samice, suki, motyle – prostytutka
- Sprawa na dziś – lekarka Hanka, przyjaciółka Joanny